# Klaus G. Gaida
Klaus G. Gaida (* 1950 in Brandleben) ist ein deutscher Maler.

## Leben
In den 1970er Jahren studierte Klaus G. Gaida an der Akademie der bildenden Künste Wien bei Rudolf Hausner und an der Hochschule für bildende Künste in Hamburg bei Ulrich Rückriem und Sigmar Polke. Seine erste Ausstellung Rettungsinsel wurde 1979 von der Buch Handlung Welt in Hamburg veranstaltet. 1979 gründete er die Kunstband Die Kontainers (Angeln ohne Haken - Songbook) in Hamburg-Wilhelmsburg und arbeitete in Frankfurt am Main unter dem Pseudonym Business Corp. (Kunst und dann - Manifest) interdisziplinär. Anfang der 1980er Jahre hielt er sich einige Zeit lang in Tansania und Madagaskar auf und gab nach seiner Rückkehr die Zeitschrift Hans Kultur – Mitteilungen aus der Zivilisation bis 1987 heraus. Im Jahr 1988 erfolgte mit Norman Junge die einmalige Herausgabe der Zeitschrift Quasar – Untersuchungen in der Unverständlichkeit. 1989/90 entstand in der Bild/Wort Zusammenarbeit mit Thomas Kling die Pallavicini-Ballade und der 7-teilige Zyklus Die Expedition. Weitere thematische Bildserien entstanden und sind in gleichnamigen Publikationen dokumentiert, z. B.: Einheimische Tiere - Erdrandbewohner – Es fünf aber die – Die Mittel der Malerei – Zeitvertreib – Worte entfernen - Argument wie 1 Tulpmstengel
In den Jahren 2000 bis 2010 inszenierte er an dem in Weweler gelegenen Mitteilungsort Erdrand, publikumsferne Ausstellungen, unter anderem mit: W.G. Sebald, Schriftbilder • Marie-Theres Erz, Felsmalereien aus Namibia • Martin Gusinde, Männer schüchtern die Frauen ein • Raymond Roussel, Freies Lesertum • Norman Junge, SO SO • Jo Schultheis, Die Dämmerung verspricht ein leuchtendes Bein • Andreas Züst, Fotografische Beobachtungen. Die Ausstellungen waren mit ergänzendem Bild- und Textmaterial bis 2021 im Internet unter www.Erdrand.com eingestellt.
2009 erhielt Klaus G. Gaida im Rahmen eines Künstlerwettberwerbs den alleinigen Auftrag für eine umfassende gestaltende Innenerneuerung der 1896 erbauten Kirche im Augustinum in Graz. Er realisierte unter anderem für die sieben Meter hohen Fenster den Einbau von 550 speziell angefertigten Scheiben aus Alabaster. Die drei Wandbilder für Haupt- und Nebenaltäre wurden mit einem speziell aufgetragenen Gipsputz in Sgraffito farbig ausführt und mit Blattgold-Applikationen versehen. Im März 2011 wurde die Kirche mit der Altarweihe vom Diözesanbischof Egon Kapellari der Öffentlichkeit übergeben. 2012 erschien die Publikation: Simplicitates – Neugestaltung der historischen Kirche im Augustinum Graz.
Aus weltzeitlichen Gründen verabschiedet sich Gaida 2017 von der für ihn nicht mehr gegebenen retinalen Malerei und widmet sich intentional: Zum Modell des NICHTS in der Darstellbarkeit »!«

## Rezeption
"G.s Darst. wechseln zw. Abstraktion und genauer Wiedergabe der Vorlagen, z. T. wird durch Hinzufügungen von Text der Kontext konkretisiert. In einer betont flächigen oder einzig Schriftzüge rekapitulierenden Malerei wird der Umschlag ins Abstrakte forciert. Teils bleibt die Malerei auf wenige Farben beschränkt, die jeweils bestimmte Motive belegen. G. behandelt Themen, die häufig Randbereichen der Aufmerksamkeit entstammen. Seine bildner. Arbeit erweist sich als Kategorisierung und Katalogisierung, wobei die krit. Reflexion gegenüber dem Bild als Medium zur Übermittlung von Information zum Ausdruck kommt."